# Miunte

Miunte e le altre città della Ionia

Miunte (in greco antico: Μυοῦς?, Myoũs, in latino Myus) era una città greca in Asia Minore appartenente alla Lega Ionica. Il sito è vicino al villaggio di Avşar sulle sponde del Lago Bafa a 16 km da Mileto.

## Descrizione
Miunte sorgeva su una piccola penisola (col tempo la linea di costa è avanzata e oggi il mare è distante). L'economia della città si basava principalmente sulla pesca.

## Storia
Secondo Strabone Miunte fu fondata da Cydrelo, figlio del re di Atene Codro (Pausania lo chiama Cyareto).. Secondo Ferecide scacciò i Cari che occupavano la regione.
Assieme alle altre città alleate Miunte si ribellò contro il dominio persiano durante la rivolta ionica (499-495 a.C.). Quando Temistocle fu ostracizzato, Artaserse I lo accolse e gli affidò il governo di Miunte assieme a quello di Lampsaco e di Magnesia al Meandro.
In seguito il Meandro ostruì una vicina insenatura marina, trasformandola in un lago malsano. Gli abitanti si trasferirono a Mileto portando con loro le immagini delle divinità. Secondo Vitruvio, Miunte fu completamente sommersa dalle acque. 
Nel II secolo d.C., visitando il sito abbandonato della città, Pausania notò soltanto la presenza di un tempio in marmo bianco a Dioniso.

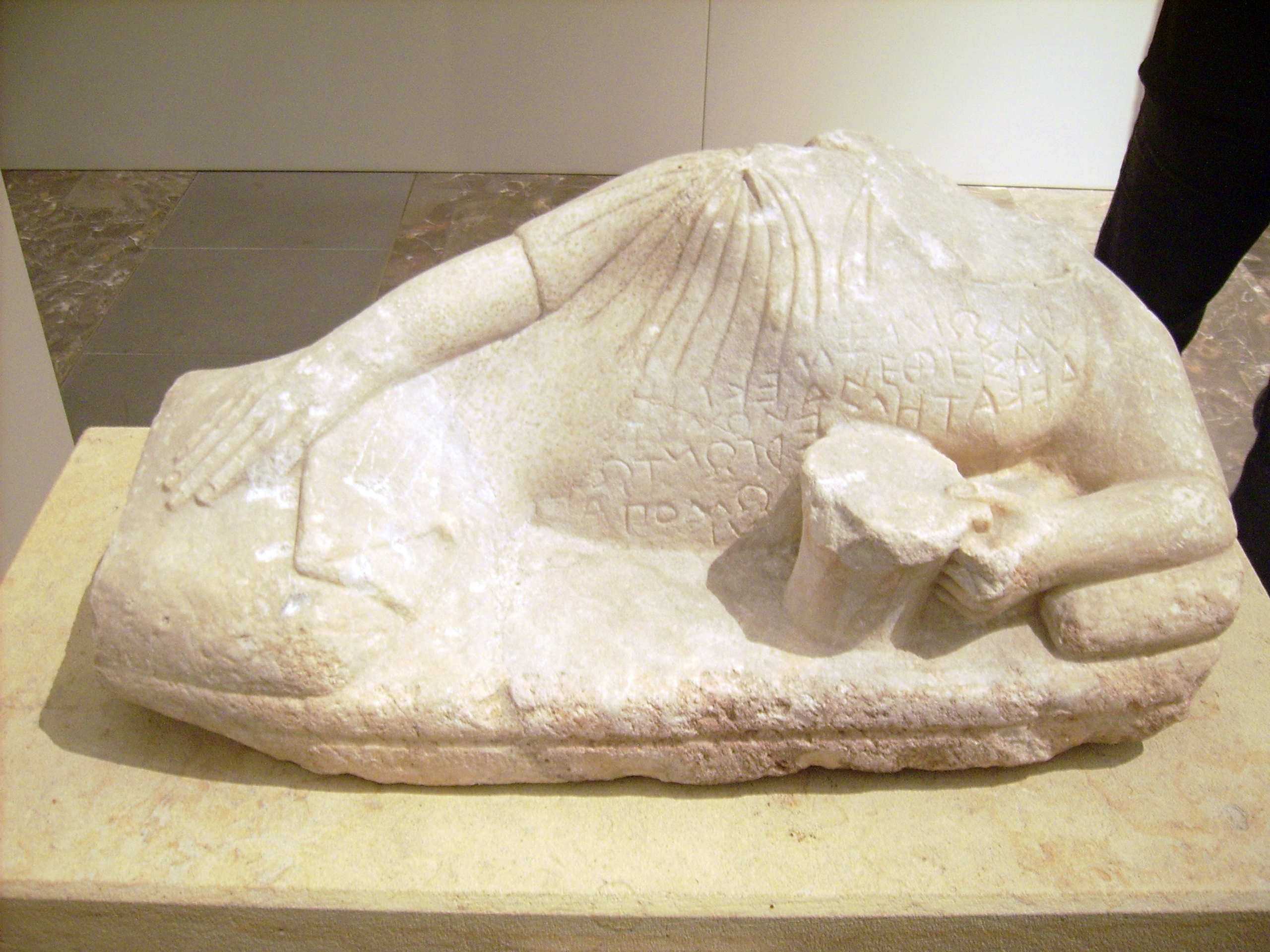
Ex voto ad Apollo con iscrizione dedicatorio trovata a Miunte,
VI secolo a.C.,
Antikensammlung Berlin/Altes Museum